# Opecoelus inimici
Opecoelus inimici är en plattmaskart. Opecoelus inimici ingår i släktet Opecoelus och familjen Opecoelidae. Inga underarter finns listade i Catalogue of Life.